# Застава Савезних Држава Микронезије
Застава Савезних Држава Микронезије је озваничена 10. новембра 1979, приликом проглашења независности ове државе.
Застава се састоји од плавог поља које представља Тихи океан и четири беле звезде које представљају четири острвски групе које чине Савез : Чук, Понпеи, Косрае и Јап. 
Савезне државе Микронезије су били деоПовереничких територије Тихог океана(ПОТО) којим су владале Сједињене Америчке Државе од 1965. до 1978. године. Од осамостаљивања има заставу сличну застави ПОТО-а, само са четири уместо шест звезда. Ове звезде су представљале Палау, Маршалска Острво и Северномаријанска острва који нису у Савезу (Косре, који је био део Понпеи-а, је добио преосталу звезду).

## Историјске заставе
- Застава ПОТО-а, коришћена од 1965. до 1978.
- Застава Уједињених нација, коришћена од 1947. до 1965.
- Застава САД, коришћена од 1944. до 1986.

## Спољшање везе
- Заставе света